# Občina Mirna Peč
Občina Mirna Peč je ena od občin v Republiki Sloveniji. 
Sosednje občine so Občina Trebnje, Občina Mokronog - Trebelno, Mestna občina Novo mesto, Občina Straža in Občina Žužemberk. 

## Naselja v občini
Biška vas, Čemše, Dolenja vas pri Mirni Peči, Dolenji Globodol, Dolenji Podboršt, Globočdol, Golobinjek, Gorenji Globodol, Gorenji Podboršt, Goriška vas, Grč Vrh, Hmeljčič, Hrastje pri Mirni Peči, Jablan, Jelše, Jordankal, Malenska vas, Mali Kal, Mali Vrh, Mirna Peč, Orkljevec, Poljane pri Mirni Peči, Selo pri Zagorici, Srednji Globodol, Šentjurij na Dolenjskem, Veliki Kal, Vrhovo pri Mirni Peči, Vrhpeč.

## O občini
Občina spada med mlajše slovenske občine, saj je začela s svojim delovanjem 1. januarja 1999. Geografsko obsega Občina Mirna Peč tri doline: globodolsko, mirnopeško in šentjursko. Ravninskega sveta je malo, še največ v globodolski ravnini, ob Temenici in v ozkem pasu ob avtomobilski cesti v šentjurski dolini. Skozi občino teče tudi železniška proga Ljubljana–Metlika.
Obdelovalnih površin je nekaj manj kot polovico, samo del teh je v ravninskem svetu, ostalo pa na sosednjih višje ležečih terasah. Ostale površine pokrivajo mešani gozdovi.
Skozi mirnopeško dolino teče reka Temenica, ponikalnica, ki pride na dan v Zijalu in ponikne v Dnu pod Goriško vasjo in je na območju Občine Mirna Peč zaradi svojih značilnih meandrov varovana kot naravna dediščina.
Skozi šentjursko dolino teče potok z dvema imenoma: Poljanski potok oz. Igmanca, ker dvakrat v dolini ponikne. Pol kilometra pred Poljanami se mu pridruži Kamen potok izpod Okroglice/Laz.
Globodolska dolina nima površinske tekoče vode, ima pa dve podzemni, ki se odtekata v porečje Krke.
V teh treh dolinah se stikajo robovi dinarskega, alpskega in panonskega sveta. Prevladujejo karbonatne kamenine. Nekateri predeli so izrazito kraški, z vrtačami in kraškimi jamami. V dolinah so naplavljene ravne površine z ilovico, in peščeno glino pomešane mehkejše usedline.
Večkratni tektonski prelomi so dali pokrajini gričasto obliko. Tektonska prelomnica poteka po strugi reke Temenice.
Nad Poljanami, Šentjurijem, Globočdolom, Hmeljčičem, na Golobinjeku in v Grč Vrhu so na prisojnih legah vinogradi s številnimi zidanicami.

## Zgodovina Mirne Peči
Mirna Peč je prvič v zgodovinskih listinah omenjena leta 1135. Pražupnija Mirna Peč, ki jo je ustanovil oglejski patriarhat, je obsegala vikorjate na širšem dolenjskem območju. Od župnije Mirna Peč se je najprej odcepila Soteska pri Dolenjski Toplicah, leta 1493 pa še Novo mesto. Naselje je leta 1500 avstrijski cesar Maksimiljan I. naročil obzidati z obrambnim zidom, da bi prebivalce zavaroval pred Turki. Poleg turških vpadov je Mirno Peč prizadelo več požarov, izbruhnila je kuga. Vpliv kraja je slabil in leta 1748 je Marija Terezija za sedež okrožja imenovala Novo mesto. Skozi Mirno Peč pa je vseeno potekal živahen cestni promet. Največ zaslužka so od njega imele mnoge gostilne, vendar pa je slabo vplival na moralno življenje ljudi, pišejo zgodovinski viri. Leta 1894 so nad Mirno Pečjo odprli železnico, hitra cesta pa je kraj popolnoma obšla. Kraj je tonil v pozabo. Leta 1999 je Mirna Peč postala samostojna občina, 11 let kasneje pa dobila priključno cesto na avtocesto Ljubljana - Obrežje.

## Zgodovinski pregled občine Mirna Peč

### Od ustanovitve občine do razpada Avstro-ogrske monarhije
Zemljiška odveza in spremembe povezane z njo so na področju uprave na najnižji stopnji ustvarile praznino, ki jo je monarhija poskušala zapolniti s t. i. marčno ustavo, ki je uvedla prve občine. Nova organizacija je bila povsem v rokah države, sodstvo in uprava na najnižji stopnji pa prvič dosledno ločena. Na podlagi terezijanskih katastrskih občin ustanovljene moderne občine so na Kranjskem odgovarjale enajstim okrajem. Ti so bili podrejeni deželni vladi v Ljubljani, ta pa neposredno državni oz. cesarski vladi na Dunaju. Prvim ustavnim spremembam v monarhiji je kmalu sledil Bachov absolutizem, desetletje strogega državnega nadzora in vpliva. Občine so sicer obstajale a še niso predstavljaje dejanskih organov lokalne samouprave, ker so bile popolnoma odvisne od države. Po podatkih iz leta 1854 je na Kranjskem obstajala 501 občina, med njimi občina Mirna Peč, znotraj novomeškega političnega in sodnega okraja. Prve občine so nastale na podlagi in z združevanjem terezijanskih katastrskih občin ter bile raznolike tako po obsegu, kot tudi po številu prebivalstva.
Reorganizacijo in prve spremembe so prinesla že šestdeseta leta 19. st. Postopoma se je z novimi zakoni opredelilo občinsko upravo in njeno konstituiranje. Občino je od omenjenih reform dalje skupaj z odborniki vodil voljeni župan, ki je bil praviloma vidnejši in premožnejši domačin. Njen delokrog se je glede na razmere in potrebe spreminjal, v osnovi pa je vedno obsegal upravljanje z občinskim premoženjem, zdravstveno policijo in živilski nadzor, varnost oseb in lastnine, skrb za občinske ceste ipd. Občina je delno financirala tudi šolo in s t. i. »Bednostnim« skladom finančno pomagala revnejšim prebivalcem. Prihodke je črpala iz dohodkov od morebitnega lastnega premoženja, najpogosteje in v največji meri pa iz doklad na neposredne državne davke.
Občina Mirna Peč je vse od ustanovitve glede teritorija in zadolžitev ostala neokrnjena. Ves čas obstoja je spadala v politični in sodni okraj Novo mesto. Najstarejšo uradno statistiko najdemo v Imeniku krajev vojvodine Kranjske iz leta 1874, ki upošteva podatke ljudskega štetja iz leta 1869. Ta omenja občino Mirna Peč s 625 hišami in 3.255 prebivalci, od česar je samemu kraju Mirna Peč pripadalo 22 hiš in 117 prebivalcev. Skupno je lokalno enoto sestavljalo 42 vasi oz. zaselkov, katerih število se je skozi čas stalno spreminjalo. Delno so se zaselki združevali z vasmi in obratno. Podatkom dalje sledimo v naslednjem Imeniku krajev na Kranjskem iz leta 1884 in Krajevnemu repertoriju iz leta 1894. Občina je tedaj obsegala 645 oz. 690 hiš s 3.362 oz. 3.438 prebivalci. Število obsegajočih vasi in zaselkov je med 44 in 45, obe publikaciji pa v kraju Mirna Peč omenjata že ljudsko šolo in poštni urad. Sledeča popisa sta že bolj obsežna in ponujata več podatkov. Gre za Kranjski leksikon iz leta 1905 in zadnji Krajevni repertorij avstrijskih dežel, ki je izšel z letnico 1919. Prvi se opira na ljudsko štetje leta 1900 in označi občino s 5.779 Ha površine in 3.325 prebivalci v 39 vaseh. Vas Mirna Peč ima že 145 prebivalcev, poleg ljudske šole, župnijske cerkve in poštnega urada pa tudi prostovoljno gasilsko brigado in žandarmerijsko postajo. Drugi podaja podobne podatke, dodaja pa železniško postajo, ki je od kraja oddaljena eno uro hoda. Železnica, zgrajena konec 19. st. je kraj sicer nekoliko zaobšla, zato je postopoma postal bolj izoliran in manj obiskan.

### Obdobje Kraljevine SHS oz. Kraljevine Jugoslavije
Prehodna Država SHS in razširjena Kraljevina SHS na področju lokalne samouprave nista prinesli sprememb. Vidovdanska ustava iz leta 1921 je sicer urejala delovanje občin, vendar se je primarno posvečala delitvi teritorija na državni ravni, pri čemer so se že kazala trenja med federalističnimi in centralističnimi težnjami. Lokalna uprava je tako delovala z enakimi pristojnostmi in po principu občinskega zakona za Kranjsko iz konca šestdesetih let 19. st. Občina je Mirna Peč je ostala v vseh ozirih nespremenjena, z zgolj malo okrnjenim prebivalstvom – 3.041, kar je verjetno posledica vojne.
Večji premiki na lokalni samoupravni ravni so se zgodili po uvedbi kraljeve diktature leta 1929. Čez dve leti je oktroirana ustava postavila temelj za Zakon o občinah, ki je izšel leta 1933 in pomenil korenite spremembe glede števila občin in njihovega obsega, na njihov delokrog pa ni imel posebnega vpliva. Novi zakon je z redkimi izjemami dovoljeval najmanj 3.000 prebivalcev v občini, tako je število občin v Dravski banovini strmo padlo, iz 1072 na 362. Mirna Peč je tedaj izpolnjevala vse potrebne pogoje in je brez sprememb prestala tudi to obdobje. Dejansko se je kot lokalna samoupravna enota popolnoma ohranila praktično od ustanovitve do reform po koncu druge svetovne vojne.
Podoba občine Mirna Peč v tridesetih letih 20. st. ne odstopa od stanja iz dvajsetih. Glede na Almanah Kraljevine Jugoslavije iz leta 1932 in Splošni pregled dravske banovine iz leta 1939 se število prebivalstva še vedno giblje okoli 3.300, prav tako površina okoli 5.400 Ha. Najobsežnejši pregled in opis kraja in občine pa ponuja Krajevni leksikon dravske banovine iz leta 1937. Ta poleg statističnih podatkov navaja tudi geografske, zgodovinske in celo turistične značilnosti kraja. Občina je po teh podatkih obsegala 5.534 Ha površine, od tega polovico gozdov, ostalo pa obdelovalne površine, travniki in vinogradi. 3.229 prebivalcev je živelo v 37 vaseh in zaselkih ter se primarno preživljalo s kmetijstvom, v največji meri z živinorejo. Občasno jim je vir dohodka pomenil tudi gozd.
Čeprav so kratko omenjene in opisane vse vasi v občini je največ podatkov o centru in sedežu občinske uprave, vasi Mirna Peč. V primerjavi z avstrijsko dobo ima sedaj že 44 hiš in 246 prebivalcev. Poleg žandarmerijske postaje, pošte in župnije sta v kraju dostopna še telefon in telegraf. Šola, ustanovljena leta 1857, je sedaj osem-oddelčna s knjižnico, ki je javno dostopna. Kot aktivna društva v kraju delujejo Sokol kraljevine Jugoslavije, Prostovoljno gasilsko društvo in lovska družina. 1,5 km oddaljena železniška postaja je po takratnih standardih pojmovana za zelo dobro prometno povezavo. Mirna Peč je bila v obdobju med vojnama zelo znana po živinskih sejmih, ki so jih prirejali petkrat na leto. V tem času so domačini prodajali tudi svoje pridelke in izdelke, saj se je malo obrtništvo postopoma krepilo, prevladovale pa so predvsem gostilne, prenočišča in trgovine. Kraj je opisan celo kot ugodno poletno letovišče s kopanjem v reki Temenici, številnimi označenimi pešpotmi z razglednimi točkami na okoliških vzpetinah in seveda s slikovitimi vinskimi goricami.

### Lokalna samouprava po drugi svetovni vojni

#### 1945 - 1955
Konec druge svetovne vojne je v Jugoslaviji pomenil popoln prelom s prejšnjo ureditvijo in je posegal na vse vidike družbenega in političnega življenja. Lokalna samouprava je konkretno med letoma 1945 in 1965 doživljala številne spremembe glede teritorialnega obsega, pristojnosti in končno samega poimenovanja raznovrstnih upravnih enot.
Pred sprejetjem prve ustave je Demokratična federativna Jugoslavija septembra 1945 sprejela Zakon o upravni razdelitvi federalne Slovenije, ki je namesto prejšnjih občin, kot najnižjo upravno enoto določil t. i. kraje. Bili so precej manjši od nekdanjih občin, saj so obsegali zgolj eno ali nekaj vasi in dosegli število 1.583. Združeni so bili v 28 okrajev, ti pa v 5 okrožij. Vsak kraj je predstavljal sedež Krajevnega narodnoosvobodilnega odbora, leto kasneje preimenovanega v Krajevni ljudski odbor oz. KLO. Te ustanove so bile bolj kot samoupravna enota podaljšana roka nove oblasti, ki je delovala izrazito centralistično, v duhu povojne obnove, težnje po hitri industrializaciji ter sočasni utrditvi oblasti. Prevladovala je stroga hierarhija, lokalna samouprava pa dejansko ni obstajala. Njen pomen je počasi prihajal do izraza v petdesetih letih 20. st., ko se je oblast začela zavedati pomena regionalnega in lokalnega razvoja. Takoj ko so KLO-ji začeli prevzemati več odgovornosti in se je ponovno pokazalo, da njihova številčnost in razdrobljenost slabo vplivata na njihovo finančno moč, so jih postopoma začeli združevati. KLO Mirna Peč, ki je ves čas spadal pod okraj Novo mesto in prvotno obsegal eno petino predvojne občine, se je postopoma začel širiti in v nekaj letih dosegel obseg nekdanje občine.
Zakon o razdelitvi LRS na mesta, okraje in občine je leta 1952 ponovno korenito posegel v sistem lokalne uprave in ga hkrati močno približal predvojni ureditvi. Določil je 19 okrajev in znotraj njih 286 občin, katerih število je ponovno začelo naraščati. Za nekaj let je bila občina oz. občinski ljudski odbor Mirna Peč ponovno ustanovljen. Obsegal je okvirne meje predvojne občine in štel 3.097 prebivalcev.

#### 1955 - 1991
Novo ureditev pa je kmalu spodkopala ideja komunalnega sistema, ki je predpostavljal večje in finančno močnejše občine. Te naj bi postale dejanske nosilke avtonomije in zgolj nekakšen partner države v zadevah skupnega oz. državnega pomena. Zakon o območjih okrajev in občin v LRS je leta 1955 določal zgolj 11 okrajev in 130 občin. Občina Mirna Peč je bila s tem ukinjena, njen teritorij pa je v celoti prešel v občino Novo mesto. Splošna značilnost tega obdobja je torej decentralizacija in s tem povečanje občinskih pristojnosti. Občine so postale večje in gospodarsko močnejše, vendar oblast še vedno ni dosegla želenega rezultata. Omenjeni zakon je do sprejetja ustave leta 1963 doživel še pet dopolnil. Teritorialna razdelitev je na koncu obsegala 4 okraje in 62 občin, ter se, razen ukinitve okrajev, ohranila do leta 1994.
Ustava leta 1963 ni prinesla večjih sprememb na področju teritorialne razdelitve in lokalne samouprave. Je pa konkretno opredelila občino in njen delokrog ter tudi pojem krajevne skupnosti – KS, kot nekakšne podenote določene občine. Te so namreč s širitvijo res pridobile več ekonomske moči in neodvisnosti, a so se hkrati – prav zaradi velikosti – nenamerno začele oddaljevati od prebivalstva. Pri ljudeh je to povzročilo apatijo in nezanimanje za politični angažma. V šestdesetih in sedemdesetih letih 20. st. so tako zaživele KS –1050 po številu – med njimi tudi KS Mirna Peč, kot del novomeške občine. Razprave o ponovni reorganizaciji so se tudi po tretji jugoslovanski ustavi leta 1974 nadaljevale, vendar se je sistem nekako ohranil in doživel spremembe v že samostojni Republiki Sloveniji.

### Po osamosvojitvi Slovenije
Na podlagi Zakona o lokalni samoupravi iz leta 1993 in dopolnil glede referendumov za ustanavljanje občin, konstituiranja občine uprave ipd. so bile v naslednjem letu ustanovljene nove občine in položeni temelji za lokalno samoupravo v RS. Leta 1994 je iz prejšnjih 60 nastalo 147 občin, od tega 11 mestnih. V naslednjih štirih letih so sledila še nekatera zakonska dopolnila, ki so omogočila teritorialne spremembe. Med leti 1997 in 1999 je nastalo še 45 občin, skupno torej 192. Med drugimi je bila 1. januarja 1999 ponovno ustanovljena občina Mirna Peč. Obsegala je 48 km2 in 28 naselij s 2.661 prebivalci. 2. marca 1999 je bil sprejet še občinski statut in tako je občina ponovno zaživela, sicer v drugačnih časih, vendar v podobnem obsegu kot v 19. st.
Po zadnjih podatkih statističnega urada RS ima občina Mirna peč 3.064 prebivalcev, samo naselje Mirna Peč pa 1.008. V teritorialnem pogledu – razen nekaj vasi, ki so danes del občine Novo mesto – je torej skoraj popolnoma enaka predvojni občini. Danes razmeroma mlada občina praznuje svoj praznik na dan referenduma – 21. junija – na katerem so se leta 1998 odločili za ustanovitev. Tradicija in povezava z nekdanjo, predvojno občino se kaže v občinskem grbu, ki ga krasijo tri čebele, kot spomin na čebelarstvo – ki je bilo v preteklosti pomembna dopolnilna dejavnost prebivalstva – in seveda na staro ime kraja, ki se je za časa Avstro-ogrske imenoval Medena Peč oz. Hönigstein.
Sam kraj z okolico v dobrih stopetdesetih letih ni pretirano spremenil svoje podobe, bolj razvite pa so seveda gospodarske in kulturne dejavnosti. V občini poleg agrarnih dejavnosti prevladuje malo podjetništvo, v zadnjih letih se razvija tudi nekaj industrije. V tem oziru je bil leta 2010 pomembna pridobitev avtocestni priključek. V kraju Mirna peč deluje tudi samostojna osnovna šola Toneta Pavčka, rojaka in častnega občana. Dobro razvita je turistična ponudba, ki z raznimi pešpotmi povezuje geografske in kulturno-zgodovinske značilnosti. Pomemben del te panoge so gotovo številna društva, med njimi kar štiri gasilska, več športnih, kulturno, lovsko in vinogradniško. Posebno oživitev kraja danes predstavlja vsakoleten, že tradicionalni, blagoslov motoristov na velikonočni ponedeljek.
Glede na podatke o površini in številu prebivalstva je današnja občina Mirna Peč skoraj popolnoma enaka prvotni občini, ustanovljeni v 19. st. Razvojno je izjemno napredoval samo center t. j. naselje Mirna Peč, ki se je močno razširil v vseh pogledih. Tudi število prebivalstva je iz dobrih 100 ob ustanovitvi občine, narastlo na današnjih 1.000. Kraj se vključno z novodobno občino, ki obstaja dobrih dvajset let, še vedno dobro razvija, kljub temu da je Mirna Peč – glede na populacijo in obseg teritorija – najmanjša dolenjska občina.